# 白金明 (天体物理学家)
白金明（？—），男，中国天体物理学家，现任中国科学院云南天文台台长、党委书记，中国天文学会副理事长。